# Гелдерланд
Гелдерланд (нід. Gelderland) — провінція на сході Нідерландів. Столиця — Арнем, найбільше місто — Неймеген.

## Назва
- Гельдрія / Гелдрія (Gelrdia) — староукраїнська назва; від міста Гельдерн, столиці Гелдернського герцогства.
- Гелдернська земля (нід. Gelderland)

## Історія
Історія провінції бере початок з поселення Гелре (нід. Gelre або нід. Geldern), що було засноване в XI столітті навколо замку, що розташовувався біля Рурмонда та Гельдерна (нині Німеччина). Графи Гелдернські володіли територіями Бетюве та Велюве, а також Зютфен, який вони отримали завдяки укладеному шлюбу. Таким чином їхній рід зосередив свою владу над цими територіями, що також включала контроль над річками Рейн, Ваал, Маас та Ейссел. Географічне розташування графських володінь обумовлювало їхню зовнішню політику, що була орієнтована на відносини зі Священною Римською імперією. З часом рід Гелдерна розширив свої володіння, включивши до них місто Неймеген у XIII столітті. В 1339 році імператор Людовик IV надав їхнім територіям статус герцогства. Надалі герцоги Гелдернські чинили супротив впливу Бургундського герцогства. В 1539 році герцог Вільгельм тримав землі роду Гелре в спадок і вже в 1543 році передав їх у володіння Карла V Габсбурга. Ці землі в XVI столітті підтримали повстання проти управління короля Філіппа II і в 1579 році при'єдналися до Утрехтської унії. В 1672 году провінція Гелдерн була тимчасово окупованною військами Людовіка XIV. В 1713 році південно-східна частина провінції разом зі столицею Гельдерном відійшла до складу Пруссії. В період з 1795 по 1806 рік території провінціях були частиною Батавської республіки. Під час французьких завоювань провінція була приєднана до Голландського королівства, а потім до Французької імперії, де перейшла під управління — Людовика I Бонапарта. Провінція Гелдерланд стала частиною Королівства Нідерландів у 1815 році.

## Символи провінції
Герб Гелдерланду має давню історію і бере свій початок з 1339 року, коли був започаткований династією герцогів Гельдернських та Юліських. На передньому плані розміщенні золоті леви, що тримають щит над яким знаходиться корона.
Прапор Гелдерланду в сучасному вигляді був прийнятий 13 квітня 1953 року після рекомендацій Вищої ради дворянства. За основу були взяті кольори, які присутні на гербі провінції.
Гімн Гелдерланду був офіційно прийнятий 8 вересня 1998 року. Ним стала популярна в народі пісня «Ons Gelderland», що була написана в 1941 році автором тексту та композитором Герлінгсом (нід. Geerlings).

## Економіка
Провінція Гелдерланд розташована в центральній частині Нідерландів. Основними регіональними центрами економіки — підприємства в Зютфені, Дутінгемі, Хардервейкі. Менші центри економічної діяльності розташовані по всій провінції і в них зосереджено тваринництво та виробництво паперової продукції. Гелдерланд є лідером серед інших провінцій в сфері впровадження на підприємствах відновлювальних технологій та повторної переробки. За останні шість років в Нідерландах було реалізовано 1300 проектів по стимулюванню економіки до переходу на біо технології з яких 25 % припало на Гелдерланд. В 2018 році провінція Гелдерланд разом з іспанським регіоном Астурія та грецькими Салоніками були визнані самими підприємницькими регіонами Європи.

## Політика
Політичне життя Нідерландів досить різноманітне, що знайшло своє відображення у чисельних партіях. Протягом багатьох років виборці віддають свої голоси одним і тим же партіям, що в свою чергу стримує створення нових. Серед найпопулярніших партій провінції Гелдерланд, як і Нідерландів в цілому, можна виділити наступні: Народна партія за свободу і демократію, Демократи 66 та Християнсько-демократичний заклик. На провінційних виборах до Верхньої палати Нідерландів, що відбулися 18 березня 2015 року, наступні партії здобули міста в уряді провінції Гелдерланд:
| Колір | Назва                                  | Кіл. місць |
|       | Народна партія за свободу і демократію | 9          |
|       | Християнсько-демократичний заклик      | 9          |
|       | Демократи 66                           | 7          |
|       | Партія праці                           | 6          |
|       | Соціалістична партія                   | 6          |
|       | Партія свободи                         | 5          |
|       | Християнський союз                     | 4          |
|       | Реформістська партія                   | 3          |
|       | Зелені ліві                            | 3          |
|       | Партія захисту тварин                  | 2          |
|       | Партія 50+                             | 1          |